# 天樽增五
雙子座48，又名BD+24 1558，HD 55052、SAO 79162、HR 2706，是雙子座的一颗恒星，视星等为5.85，位于銀經193.21，銀緯15.11，其B1900.0坐标为赤經7h 6m 21.8s，赤緯+24° 15.11′ 45″。